# Franz Tiefenbruch
Franz Tiefenbruch, auch Tieffenbruch und Niederdeutsch Depenbrock (* 1609 in Parchim; † 1702 in Jever) war ein deutscher Pädagoge.

## Leben
Franz Tiefenbruch war Sohn des 1626 verstorbenen Franz Tiefenbruch in Parchim. Er besuchte die Große Stadtschule in Parchim und das Akademische Gymnasium in Hamburg. Ab 1624 studierte er an der Universität Rostock. Nach dem Studium trat er in die Dienste des Grafen Anton Günther von Oldenburg-Delmenhorst. Er wurde Konrektor des Mariengymnasiums in Jever. Eine Berufung 1646 auf die Rektorenstelle der Schule seiner mecklenburgischen Heimatstadt lehnte er ab, weil „er sich dem oldenburgischen Grafen verpflichtet fühlte“.
1686 wurde Franz Tiefenbruch zum Poeta laureatus gekrönt und unter dem Namen Der Tiefsinnige in die Deutschgesinnte Genossenschaft aufgenommen.
Sein Sohn, der Magister Franz Wilhelm Tiefenbruch wurde Pastor an der Schlosskirche in Varel.
In Parchim ist eine Straße nach ihm benannt.

## Schriften
- Oratio funebris quâ viri... Dn. Gerhardi Eversmanni Osnabruggensis, rectoris de schola Anhaltino-Jeverana per duos & triginta annos... memoriam & laudes publico in auditorio prosequitur Franciscus Tiesenbruch, scholae Anhaltino-Jeveranae con-rector & collegarum senior. Anno M DC LXXXII. Idibus septembribus, 1682
- Encomium Parchumi urbis a Rostochio et Vismaria in Megapolitania. Oldenburg: Zimmer 1683
- Loblied auf Parchim, 1683